# BEST & USA
『BEST & USA』（ベスト・アンド・ユーエスエー）は、2009年3月18日に発売された韓国・日本の女性歌手、BoAの2作目のベスト・アルバム及び、全米デビュー・アルバム。

## 概要
- 「2CD＋2DVD」「2CD」「1CD」の合計3形態で発売。
- 『BEST OF SOUL』以来4年振り2作目となるベスト・アルバムと、全米デビュー・アルバムを1つにするという業界初の試みで、公式サイトでは「2 in 1」アルバムと銘打っている。尚、2021年現在、ベスト・アルバムのリリースは行っていない。
- 「2CD＋2DVD」「2CD」と「1CD」では、CD収録曲が一部異なっている。
- 「2CD＋2DVD」の初回盤特典としてロングスリーブケース仕様、DVDに『Bonus Contents』を収録。また、3形態共通の初回特典として、リリース記念パーティーの先行予約案内を封入。

## 解説

### 2CD＋2DVD／2CD

#### CD
1枚目は、『JAPAN BEST』として、2005年の「DO THE MOTION」から先行シングル「永遠/UNIVERSE feat.Crystal Kay & VERBAL (m-flo)/Believe in LOVE feat.BoA (Acoustic Version)」までのシングル14曲、再レコーディングした「メリクリ」「VALENTI」の全16曲を収録。
なお、「KEY OF HEART」は、「2CD＋2DVD」「2CD」のみに収録されている（「1CD」には未収録）。また、「be with you.」は未収録となったほか、「Vivid」など両A面・トリプルA面シングルについては、各シングル1曲のみの収録となっている（ただし、先行シングル「永遠/UNIVERSE feat.Crystal Kay & VERBAL (m-flo)/Believe in LOVE feat.BoA (Acoustic Version)」は3曲全て収録）。
2枚目は、『USA DEBUT ALBUM＜BoA＞』として、配信限定でリリースされた全米デビュー曲「Eat You Up」など11曲を収録。全て英語詞である。

#### DVD
1枚目は、『JAPAN BEST MUSIC VIDEO』として、「DO THE MOTION」から「永遠」までのミュージック・ビデオ14曲を収録。CD未収録のシングル曲「be with you.」「Kissing you」も収録されている。初回盤のみ「Bonus Contents」として「永遠」のミュージック・ビデオの別バージョンを収録。
2枚目は、全米デビュー曲「Eat You Up」のミュージック・ビデオ、全米デビューのドキュメントを収録。

### 1CD
『JAPAN BEST』収録曲のうち、「KEY OF HEART」を除く15曲に、『USA DEBUT ALBUM＜BoA＞』から「Eat You Up」「I Did It For Love」を追加収録した全17曲。

## 収録曲

### 2CD＋2DVD／2CD

#### CD－DISC1：JAPAN BEST
1. UNIVERSE feat.Cyrstal Kay & VERBAL (m-flo)
(作詞・作曲：Christian Karlsson, Pantus Winnberg, Henrik Jonback, SoShy, Magnus Wallbert, Balewa Mohammand / 日本語詞：KOMU / Rap詞：VERBAL)
2. DO THE MOTION
(作詞：Natsumi Watanabe / 作曲：Yoko Kuzuya / 編曲：YANAGIMAN)
3. 永遠
(作詞：Narumi Yamamoto / 作曲・編曲：Daisuke "D.I" Imai)
4. 七色の明日 ～brand new beat～
(作詞：BoA, MIZUE / 作曲：Yoji Noi / 編曲：Daisuke "D.I" Imai & Chikara "Ricky" Hazama)
5. Winter Love
(作詞：Natsumi Watanabe / 作曲・編曲：ats-)
6. メリクリ ～BEST&USA Version～
(作詞：Chinfa Kang / 作曲：Kazuhiro Hara / 編曲：Ken Shima)
7. Sweet Impact
(作詞：Ryoji Sonoda / 作曲・編曲：Kazuhiro Hara)
8. 抱きしめる
(作詞：Natsumi Watanabe / 作曲・編曲：Kazuhiro Hara)
9. LOVE LETTER
(作詞：BoA, Natsumi Watanabe / 作曲：Yoko Kuzuya / 編曲：YANAGIMAN)
10. Sparkling
(作詞：MIZUE / 作曲：Kazuhiro Hara / 編曲：h-wonder)
11. KEY OF HEART
(作詞：Kenn Kato / 作曲・編曲：h-wonder)
  - 「1CD」には、収録されていない。
12. make a secret
(作詞：Narumi Yamamoto / 作曲：Masaaki Asada / 編曲：YANAGIMAN)
13. Everlasting
(作詞：BoA, Natsumi Watanabe / 作曲・編曲：Kazuhiro Hara)
14. LOSE YOUR MIND feat.Yutaka Furukawa from DOPING PANDA
(作詞・作曲：Jonas Jeberg, Simon Brenting, Damon Sharpe, Greg Lawson / 日本語詞：Shoko Fujibayashi / 編曲：h-wonder)
15. Believe in LOVE feat.BoA (Acoustic Version)
(作詞：EMI K.Lynn / 作曲・編曲：ravex)
16. VALENTI ～BEST&USA Version～
(作詞：Chinfa Kang / 作曲：Kazuhiro Hara / 編曲：h-wonder)

#### CD－DISC2：USA DEBUT ALBUM＜BoA＞
1. I Did It For Love (featuring Sean Garrett)
2. Energetic
3. Did Ya
4. Look Who's Talking
5. Eat You Up
6. Obsessed
7. Touched
8. Scream
9. Girls On Top
10. Dress Off
11. Hypnotic dancefloor

#### DVD－DISC1：JAPAN BEST MUSIC VIDEO
1. DO THE MOTION
2. make a secret
3. 抱きしめる
4. Everlasting
5. 七色の明日 ～brand new beat～
6. KEY OF HEART
7. Winter Love
8. Sweet Impact
9. LOVE LETTER
10. LOSE YOUR MIND feat.Yutaka Furukawa from DOPING PANDA
11. be with you.
12. Kissing you
13. Sparkling
14. 永遠
15. 永遠 ～Dance Edit Version～ （Bonus Contents）※
  - ※初回盤のみ収録。

#### DVD－DISC2：MUSIC VIDEO&SPECIAL CONTENTS
1. Eat You Up（MUSIC VIDEO）
2. BEST&USA DOCUMENT FILM

### 1CD
1. UNIVERSE feat.Cyrstal Kay & VERBAL (m-flo)
2. DO THE MOTION
3. 永遠
4. 七色の明日 ～brand new beat～
5. Winter Love
6. メリクリ ～BEST&USA Version～
7. Sweet Impact
8. 抱きしめる
9. LOVE LETTER
10. Sparkling
11. make a secret
12. Everlasting
13. LOSE YOUR MIND feat.Yutaka Furukawa from DOPING PANDA
14. Believe in LOVE feat.BoA (Acoustic Version)
15. VALENTI ～BEST&USA Version～
16. I Did it For Love (From USA DEBUT AL＜BoA＞)
17. Eat You Up (From USA DEBUT AL＜BoA＞)

## タイアップ
| DO THE MOTION                                          | コーセー『Fasio』CMソング                                                    |
| 永遠                                                   | 日本テレビ系『スッキリ!!』2月エンディングテーマ                              |
| 永遠                                                   | エムティーアイ『music.jp』CMソング                                           |
| 七色の明日 〜brand new beat〜                          | コーセー『Fasio』CMソング                                                    |
| Winter Love                                            | 日本テレビ系『恋愛部活』エンディングテーマ                                   |
| Winter Love                                            | HOT FANTASY ODAIBA 2006-2007イメージソング                                   |
| Winter Love                                            | エムティーアイ『music.jp』CMソング                                           |
| メリクリ 〜BEST & USA Version〜                        | オーディオテクニカ『BoA メリクリ篇』CMソング                                 |
| Sweet Impact                                           | コーセー『Fasio』CMソング                                                    |
| 抱きしめる                                             | 日本テレビ系『スポーツうるぐす』テーマソング                                 |
| 抱きしめる                                             | エムティーアイ『music.jp』CMソング                                           |
| LOVE LETTER                                            | 中京テレビ制作・日本テレビ系『いただきマッスル!』エンディングテーマ          |
| LOVE LETTER                                            | エムティーアイ『music.jp』CMソング                                           |
| Sparkling                                              | ゼスプリ『ゴールドキウイ』CMソング                                           |
| KEY OF HEART                                           | アスミック・エース配給映画『森のリトル・ギャング』日本語吹替版主題歌         |
| KEY OF HEART                                           | エムティーアイ『music.jp』CMソング                                           |
| make a secret                                          | コーセー『Fasio』CMソング                                                    |
| Everlasting                                            | テレビ朝日系『奇跡の扉 TVのチカラ』エンディングテーマ                        |
| Everlasting                                            | 東芝エンタテインメント、東宝東和配給映画『オリバー・ツイスト』イメージソング |
| Everlasting                                            | エムティーアイ『music.jp』CMソング                                           |
| LOSE YOUR MIND feat. Yutaka Furukawa from DOPING PANDA | 東芝『W55T』CMソング                                                         |
| Eat You Up                                             | ワーナー・ブラザース映画配給映画『昴 -スバル-』挿入歌                        |